# Les Hôtes
Pour les articles homonymes, voir Hôte et Hostess.
Les Hôtes (titre original : Hostess) est une nouvelle de science-fiction d'Isaac Asimov, publiée pour la première fois en 1951 dans Galaxy Science Fiction. Elle est disponible en édition française dans les recueils Le Robot qui rêvait et Quand les ténèbres viendront sous le titre Hôtesse.

## Résumé
Rose Smollett, biologiste, et son mari Drake, agent gouvernemental, ont le privilège d'héberger un savant extra-terrestre, le docteur Harg Tholan, de la Planète de Hawkins. Mais Drake se montre plus que froid envers leur hôte - comme s'il avait peur que l'on ne découvre quelque chose.
Troublée, Rose enquête sur les travaux du Hawkinsien et apprend qu'il travaille sur la mort par inhibition - une maladie de langueur rarissime, et d'autant plus inexplicable que les quatre races extra-terrestres connues ignorent la mort naturelle (la mort est une décision que l'on prend au terme d'une très longue vie). De plus, la mort par inhibition n'est devenue fréquente qu'après le contact avec la Terre. Serait-ce donc une maladie terrienne, sans laquelle l'être humain pourrait vivre très longtemps et développer des dons d'empathie ? Une forme de parasitisme, due à une race d'esprits originaires de la Terre, qui vivraient dans l'esprit humain ? Et la recrudescence de la mort par inhibition serait-elle le résultat de la conquête spatiale, qui ouvre de nouveaux terrains de chasse à cette espèce ?
Lorsqu'elle s'en ouvre à son mari et à Harg Tholan, ces derniers reconnaissent qu'ils ont tous deux suivi ce raisonnement. Mais alors que Harg et Rose croient la guérison possible, Drake prétend que le parasite est devenu un symbiote, que l'Homme ne peut vivre sans lui sous peine de cancer, et que les autres planètes chercheront à exterminer l'humanité si l'on révèle la vérité. Il tue Tholan et disparaît avec le corps.
Rose, restée seule, sait cependant très bien que Drake lui a menti : le cancer est universel, et non limité aux êtres intelligents. Elle a compris que Drake n'est en fait que la marionnette d'un parasite, et que leur mariage n'était destiné qu'à favoriser la reproduction de cet être.

## Autour de l'œuvre
Cette nouvelle est l'une des rares œuvres qu'Isaac Asimov n'a pas tapées lui-même. Résolue quant à leur impossibilité d'avoir un enfant, c'est sa femme qui décida de taper le texte dicté par Asimov sur un dictaphone. Quelque temps après, Mme Asimov tomba enceinte.